# Granica (film 1999)
Granica (Border Line) – amerykański dramat filmowy  z 1999 roku, wyreżyserowany przez Kena Kwapisa.

## Fabuła
Allison Westlin matka samotnie wychowująca sześcioletnią córkę. Opiekę nad dzieckiem łączy z pracą w kancelarii adwokackiej. Jej specjalnością jest prawo imigracyjne. Pewnego dnia dostaje sprawę dotyczącą międzynarodowych adopcji. Wkrótce wpada na trop agencji adopcyjnej, która działa niezgodnie z prawem. Dowiaduje się, że nielegalne działania agencji polegają na zmuszaniu Azjatek do oddawania swoich dzieci do adopcji. W grę wchodzą ogromne pieniądze, dlatego właścicielowi agencji bardzo zależy, aby zniechęcić prawniczkę do zajmowania się sprawą. Wiedza, którą posiada sprawia, że życiu jej i córki grozi niebezpieczeństwo, kobieta nie poddaje się zastraszyć i doprowadza dochodzenie do końca. 

## Obsada
- James LeGros - Dan Macivers
- Amir Aboulela - Dawes
- Carl Lumbly - detektyw Mollo
- Sherry Stringfield - Allison Westlin
- Elizabeth Peña Maria - Rodriguez
- Peter Kwong - Pan Chen
- Lalaine Lalaine - Teresa
- Elizabeth Sung - Pani Chen
- Tracy Grant - Earl
- Jojo Gonzalez - Yoon Pang
- Michael Girardin - Mullaney
- Heather Ehlers - Policjant
- Josh Cruze - Sąsiad
- Wil Caceres - Jose
- Michelle Bonilla - Sekretarka